# Гуснянка
Гусня́нка, Хусна — річка в Українських Карпатах, у межах Самбірського району Львівської області. Ліва притока Стрию (басейн Дністра).

## Опис
Довжина 13 км, площа басейну 57,3 км². Річка типово гірська. Долина переважно вузька і глибока. Річище слабозвивисте, кам'янисте, з багатьма перекатами і бистринами.

## Розташування
Гуснянка бере початок на південний захід від села Верхнє Гусне, на північно-східний схилах Верховинського Вододільного хребта (неподалік від гори Пікуй). Тече в межах Стрийсько-Сянської Верховини переважно на північний схід, у пригирловій частина — на північ. Впадає до Стрию біля західної частини села Матків.
Основні притоки: Онілова, Баблиова (праві).
Над річкою розташовані села: Верхнє Гусне, Нижнє Гусне.